# 西習志野
西習志野（にしならしの）は、千葉県船橋市の地名。現行行政地名は西習志野一丁目から四丁目。郵便番号は、274-0815。

## 地理
習志野原西部に位置する。一面住宅が広がっている。船橋市立高郷小学校へ通学している児童の所在地は、芝山6,7丁目よりも多く、大半を占めている。北東で習志野台、北西で高根台、西で芝山、西から南西にかけて七林町、南西で習志野台の飛地、南東で飯山満町、南で薬円台に接する。

### 地価
住宅地の地価は、2014年（平成26年）1月1日の公示地価によれば、西習志野1-31-10の地点で14万6000円/m2となっている。

## 歴史
もともと付近一帯は「高瀬」と呼ばれていた。またもともとの高根台はこの地域であった。
1972年（昭和47年）5月1日、これまでの習志野台のうち京成電鉄松戸線より西側のほとんどの地域に、飯山満町3丁目の一部を併せて、船橋市が住居表示を施行し、新たに「西習志野一〜四丁目」が誕生した。

## 世帯数と人口
2017年（平成29年）11月1日現在の世帯数と人口は以下の通りである。
| 丁目           | 世帯数    | 人口    |
| -------------- | --------- | ------- |
| 西習志野一丁目 | 1,206世帯 | 2,567人 |
| 西習志野二丁目 | 978世帯   | 2,125人 |
| 西習志野三丁目 | 1,248世帯 | 2,669人 |
| 西習志野四丁目 | 738世帯   | 1,478人 |
| 計             | 4,170世帯 | 8,839人 |

## 小・中学校の学区
市立小・中学校に通う場合、学区は以下の通りとなる。
| 丁目           | 番地     | 小学校             | 中学校             |
| -------------- | -------- | ------------------ | ------------------ |
| 西習志野一丁目 | 全域     | 船橋市立高郷小学校 | 船橋市立七林中学校 |
| 西習志野二丁目 | 全域     | 船橋市立高郷小学校 | 船橋市立七林中学校 |
| 西習志野三丁目 | 1～34番  | 船橋市立高郷小学校 | 船橋市立七林中学校 |
| 西習志野三丁目 | 35～40番 | 船橋市立七林小学校 | 船橋市立七林中学校 |
| 西習志野四丁目 | 全域     | 船橋市立七林小学校 | 船橋市立七林中学校 |

## 交通
最寄駅は京成電鉄松戸線・東葉高速鉄道東葉高速線北習志野駅あるいは京成電鉄松戸線高根木戸駅・習志野駅。

## 施設
- 船橋市立高郷小学校（1丁目）
- 水井内科（1丁目）
- 東葉高速鉄道北習志野駅（一部、3丁目）
- 船橋西習志野郵便局（3丁目）
- ヒロセ電機習志野研究所（3丁目）
- 薬円台整形外科（4丁目）